# Dicranoptycha hasegawai
Dicranoptycha hasegawai är en tvåvingeart som beskrevs av Alexander 1955. Dicranoptycha hasegawai ingår i släktet Dicranoptycha och familjen småharkrankar. Inga underarter finns listade i Catalogue of Life.